# 卜部
卜部為漢字索引中的部首之一，計二畫，是康熙字典214個部首中的第25個（二畫的中為第19個）。卜部構字時所在的位置不定。一字帶「卜」或類似結構且無其他部首時歸為卜部。

## 部首單字解釋
1. 燒灼龜甲來占問吉凶。見說文。
2. 估量、預測。
3. 選擇。
4. 啄木聲。
5. 姓。見《萬姓統譜·一一二》。

## 字形

甲骨文
金文
大篆
小篆

## 名稱
- 漢語：卜部（拼音：bǔbù，注音：ㄅㄨˇ ㄅㄨˋ）
- 日語：、（因「卜」和片假名形似而得名）、
- 朝鲜語：

## 字例
| 部首外筆畫 | 字例 -{    |
| ---------- | ---------- |
| 0          | 卜⺊       |
| 2          | 卝卞       |
| 3          | 卟占卡卢   |
| 5          | 卣卤       |
| 6          | 𠧧㔽卥卦卧 |
| 9          | 卨 }-      |